# ارمینیو آسین
ارمینیو آسین (انگلیسی: Erminio Asin; ۲۷ مارس ۱۹۱۴ – ۶ ژانویهٔ ۱۹۸۶) بازیکن فوتبال اهل ایتالیا بود.
از باشگاه‌هایی که در آن بازی کرده‌است می‌توان به باشگاه فوتبال آ.اس. رم اشاره کرد.